# 1950 في المملكة المتحدة
فيما يلي قوائم الأحداث التي وقعت خلال عام 1950 في المملكة المتحدة.

## أحداث
- 12 مارس – كارثة لاندو الجوية

## سياسة

### انتهاء فترة المنصب
- 28 فبراير – فيليب نويل بيكر Secretary of State for Commonwealth Relations [الإنجليزية]‏.

## رياضة
- 1 يناير – بطولة ويمبلدون 1950
- 13 مايو – جائزة بريطانيا الكبرى 1950 الفائز جوزيبي فارينا.

## ظهور
- 1 يناير – بوب نوع من الموسيقى الشهيرة نشأ شكله الحديث في أواخر خمسينيات القرن العشرين وهو مُشتق من الروك أند رول.

## أفلام
من الأفلام التي صدرت هذه السنة في المملكة المتحدة:
- 1 يناير – سبعة أيام باقية حتى الظهيرة من إخراج John Boulting  [لغات أخرى]‏، Roy Boulting  [لغات أخرى]‏.

## كتب
من الكتب التي صدرت هذه السنة في المملكة المتحدة:
- 1 يناير – ثلاثة فئران عمياء وقصص أخرى من تأليف أجاثا كريستي.
- 16 أكتوبر – الأسد والساحرة وخزانة الملابس من تأليف سي. إس. لويس.

## مواليد

### يناير
- 1 يناير – آن كوتون
- 1 يناير – ديفيد لويد فنان قصص مصورة بريطاني.
- 5 يناير – بيتر غولدسميث، جولدسميث البارون
- 7 يناير – جون هيل لاعب كرة قدم نيوزلندي.
- 7 يناير – مالكوم ماكدونالد لاعب كرة قدم.
- 9 يناير – أليك جيفريز عالم وراثة من المملكة المتحدة.

### فبراير
- 5 فبراير – نيك بالمر سياسي بريطاني.
- 6 فبراير – مايك بات
- 13 فبراير – بيتر غابرييل
- 20 فبراير – أنطوني ويلسون
- 22 فبراير – جولي والترز

### مارس
- 4 مارس – كين روبنسون كاتب من المملكة المتحدة.
- 10 مارس – ألان ويتل لاعب كرة قدم إنجليزي.
- 10 مارس – كولين ماكغين فيلسوف بريطاني.
- 18 مارس – ليندا براتريدج عالمة وراثة من المملكة المتحدة.
- 20 مارس – كارل بالمر
- 27 مارس – تيري يورات لاعب كرة قدم ويلزي.
- 30 مارس – روبي كولترين

### أبريل
- 12 أبريل – جيمس بيني عالم فلك بريطاني.
- 12 أبريل – ديفيد هرال

### مايو
- 1 مايو – داني مكغرين لاعب ومدرب كرة قدم اسكتلندي.
- 17 مايو – ألان جونسون سياسي بريطاني.
- 25 مايو – ريتشارد إليس عالم فلك بريطاني.

### يونيو
- 14 يونيو – روان ويليامز
- 21 يونيو – آن رياتيل

### يوليو
- 6 يوليو – جيرالدين جيمس ممثلة بريطانية.
- 11 يوليو – جون روبرتسون
- 18 يوليو – ريتشارد برانسون
- 26 يوليو – سوزان جورج
- 27 يوليو – سيمون جونز ممثل بريطاني.

### أغسطس
- 15 أغسطس – آن متسابقة حدث من المملكة المتحدة.
- 29 أغسطس – سوزان بيلي
- 30 أغسطس – أنتوني غورملي نحات بريطاني.
- 30 أغسطس – بيلي ويث

### سبتمبر
- 8 سبتمبر – أندرو هندرسون عالم نبات من المملكة المتحدة.
- 11 سبتمبر – باري شين متسابق دراجات نارية من المملكة المتحدة.
- 24 سبتمبر – هارييت والتر ممثلة بريطانية.
- 30 سبتمبر – فيكتوريا تاننت ممثلة بريطانية.

### أكتوبر
- 2 أكتوبر – إيان ماكنيس ممثل بريطاني.
- 5 أكتوبر – ديف توماس لاعب كرة قدم إنجليزي.
- 7 أكتوبر – هيو فريزر
- 10 أكتوبر – تشارلي جورج لاعب كرة قدم بريطاني.
- 19 أكتوبر – جورج فنتون
- 25 أكتوبر – روجر دافيس لاعب كرة قدم إنجليزي.

### ديسمبر
- 8 ديسمبر – يان هولمز لاعب كرة قدم من المملكة المتحدة.

## وفيات

### يناير
- 1 يناير – توماس ديفيز (مواليد 1872) لاعب كرة قدم من المملكة المتحدة.
- 8 يناير – ديك سميث (مواليد 1886)

### فبراير
- 21 فبراير – صموئيل داي (مواليد 1878) لاعب كرة قدم إنجليزي.
- 21 فبراير – فريدريك كيبينغ (مواليد 1867) درّاج طريق من المملكة المتحدة.

### مارس
- 19 مارس – ولتر هاوارث (مواليد 1883) كيميائي بريطاني.
- 20 مارس – فريدريك توارت (مواليد 1877)
- 23 مارس – كليمنت كازاليه (مواليد 1869) لاعب كرة مضرب بريطاني.
- 25 مارس – هوب كريسب (مواليد 1884) لاعب كرة مضرب بريطاني.

### مايو
- 24 مايو – أرشيبالد ويفل (مواليد 1883)

### يوليو
- 24 يوليو – زيفي تيلبوراي (مواليد 1863)

### أغسطس
- 5 أغسطس – جون سبيت (مواليد 1895) درّاج طريق من المملكة المتحدة.
- 9 أغسطس – وليام ستيوارت (مواليد 1883) دراج بريطاني.

### سبتمبر
- 21 سبتمبر – إدوارد آرثر ميلن (مواليد 1896)
- 24 سبتمبر – فيكتوريا أميرة هسن والراين (مواليد 1863)
- 28 سبتمبر – جورج هاركوس (مواليد 1898) لاعب كرة قدم إنجليزي.